# Lam Điền, Tây An
Lam Điền (tiếng Trung: 藍田縣, Hán Việt: Lam Điền huyện) là một huyện thuộc địa cấp thị Tây An (西安市), tỉnh Thiểm Tây, Cộng hòa Nhân dân Trung Hoa. Huyện này có diện tích 1969 km², dân số là 630.700 người. Lam Điền cách trung tâm Tây An khoảng 35 km, có tọa độ 33°50’－34°19’ độ vĩ bắc, 109°07’-109°49’ độ kinh đông. Huyện Lam Điền được chia thành các đơn vị hành chính gồm 10 trấn, 12 hương và 519 thôn hành chính. Trên 80% diện tích huyện là núi non.